# 4-idrossinonenale
La 4-idrossinonenale è un composto organico, precisamente un idrossialchenale ɑ,β insaturo che viene prodotto attraverso perossidazione lipidica nelle cellule.

## Storia
La prima volta che se ne parlò fu nel 1991, quando lo riportò Hermann Esterbauer, e da allora le ricerche su questa molecola sono aumentate in maniera esponenziale, avendo anche trovato nuove molecole con funzionamenti molto simili, come la malondialdeide, la crotonaldeide e l'acroelina.

## Sintesi
Tale sostanza viene sintetizzata partendo dall'ossidazione dei lipidi contenenti gruppi poliatatici omega-6 acilici, come gruppi arachidonici o linoleici e dei corrispondenti acidi grassi, 15-idrossicosatetraenoico e 13-idrossictadecadienoico, sebbene queste siano le più studiate vi sono anche altre aldeidi ossigenate ɑ,β insature provenienti da acidi grassi omega-3 come il 4-oxo-trans-2-nonenale, 4-idrossi-trans-2-esenale, 4-idrossiossi-trans-2-nonenale e 4,5-epossi-trans-2-decenale.

## Patologia
Questi composti possono essere prodotti nelle cellule e nei tessuti degli organismi viventi o negli alimenti durante la lavorazione o lo stoccaggio e da questi ultimi possono essere assorbiti attraverso la dieta. Dal 1991 questa molecola è molto studiata perché potrebbe essere causa di vari tipi di cancro, sindrome da distress respiratorio nell'adulto, aterogenesi e diabete. Sembra esserci anche un duplice comportamento della molecola sull'organismo la quale ad una determinata quantità, misurata rispettivamente in micromoli possono dare effetti differenti per esempio ad una quantità di circa 0,1-5 micromoli come concentrazioni intracellulari promuovono la proliferazione la differenziazione la difesa antiossidante e il meccanismo compensativo, mentre in concentrazioni più alte come 10-20 micromoli possono essere altamente tossiche generando l'induzione di enzimi caspasi il laddering del DNA genomico e il rilascio di citocromo C dai mitocondri. Questo genere di molecole dette PUFA sono largamente utilizzate nell'ambito alimentare e potrebbe esserci il rischio che la continua ingestione di alimenti contenenti PUFA possano aumentare il rischio di contrarre malattie.

## Detossificazione
Esiste un piccolo gruppo di enzimi capace di eliminare 4-idrossinonenale dalle cellule, all'interno di tali gruppi vi sono le S-glutanione transferasi come hGSTA4-4 e hGST5.8, aldose reduttasi e aldeide deidrogenasi.
Tali enzimi hanno bassi valori di Km per la catalisi del 4-idrossinonenale quindi sono capaci di controllare la concentrazione intracellulare, fino ad una soglia critica alla quale gli enzimi vengono sopraffatti con conseguente morte cellulare. Glutatione S-transferasi hGSTA4-4 e hGST5.8 catalizzano la coniugazione dei peptidi di glutatione in 4-idrossinonenale attraverso un'aggiunta coniugata al carbonile insaturo alfa-beta, formando una molecola più idrosolubile, GS-HNE, mentre ci sono altre GST molto meno efficienti di queste ultime che porterebbero a forme di stress e di formazione di 4-idrossinonenale, inoltre l'aumentata attività dell'enzima mitocondriale aldeide deidrogenasi 2 (ALDH2) ha dimostrato di avere un effetto protettivo contro l'ischemia cardiaca in modelli animali e il meccanismo postulato fornito dagli investigatori era il metabolismo 4-idrossinonenale.